# Libercourt
Ne doit pas être confondu avec Liercourt.
Libercourt est une commune française située dans le département du Pas-de-Calais en région Hauts-de-France. Elle est membre de la communauté d'agglomération Hénin-Carvin et du schéma de cohérence territoriale (SCOT) de Lens-Liévin et d'Hénin-Carvin.
La commune de Libercourt, située dans l'est du département du Pas-de-Calais, à 7 km au nord-est de la commune de Lens, à vol d'oiseau, est une commune du bassin minier du Nord-Pas-de-Calais. C’est une commune de type centre urbain intermédiaire, appartenant à l’unité urbaine de Douai-Lens, avec une population de 8 047 habitants au dernier recensement de 2022, elle a connu un pic de population en 1968 avec 10 726 habitants.
Depuis 2012, la valeur universelle et historique du bassin minier du Nord-Pas-de-Calais est reconnue et inscrite sur la liste du patrimoine mondial de l’UNESCO, parmi les 353 sites du bassin minier inscrits au patrimoine mondial de l’UNESCO, un site se trouve dans la commune.
Après la Première Guerre mondiale, la commune est décorée de la croix de guerre 1914-1918.

## Géographie

### Localisation
Localisée dans l'est du département du Pas-de-Calais, dans l'Artois et limitrophe du département du Nord, Libercourt est une commune de l'ancien bassin minier du Nord-Pas-de-Calais située, à vol d'oiseau, à 14 km au nord-est de la commune de Lens (chef-lieu d'arrondissement) et à 16 km au sud de la commune de Lille (aire d'attraction).
Le territoire de la commune est limitrophe de ceux de cinq communes, dont trois, Camphin-en-Carembault, Phalempin et Wahagnies, situées dans le département du Nord.
Les communes limitrophes sont Camphin-en-Carembault, Oignies, Phalempin, Wahagnies et Carvin.

### Géologie et relief
La superficie de la commune est de 6,6 km2 ; son altitude varie de 21  à   41 mètres.
Libercourt est une ancienne ville minière avec deux fosses principales sur son territoire, fermées et sécurisées à ce jour. La richesse de son sol en houille en a fait une ville de l'ouest du bassin minier du Nord-Pas-de-Calais. Libercourt a des zones marécageuses.

### Hydrographie
Le territoire de la commune est situé dans le bassin Artois-Picardie.
C'est dans la commune que le Grand Courant, canal non navigable de 3,89 km, prend sa source et se jette dans le canal de la Deûle au niveau de la commune de Carvin.
La commune de Libercourt a plusieurs cours d'eau et étangs sur son territoire :
- le fossé des moines est un cours d'eau qui traverse Libercourt ;
- les deux étangs de la base de loisirs de l'Émolière ;
- l'étang du bois d'Épinoy.
- le Boulandrieu est une ancienne petite rivière qui a disparu entre Libercourt et Évin-Malmaison par suite de la canalisation de la Deûle et de l'assèchement des marais.

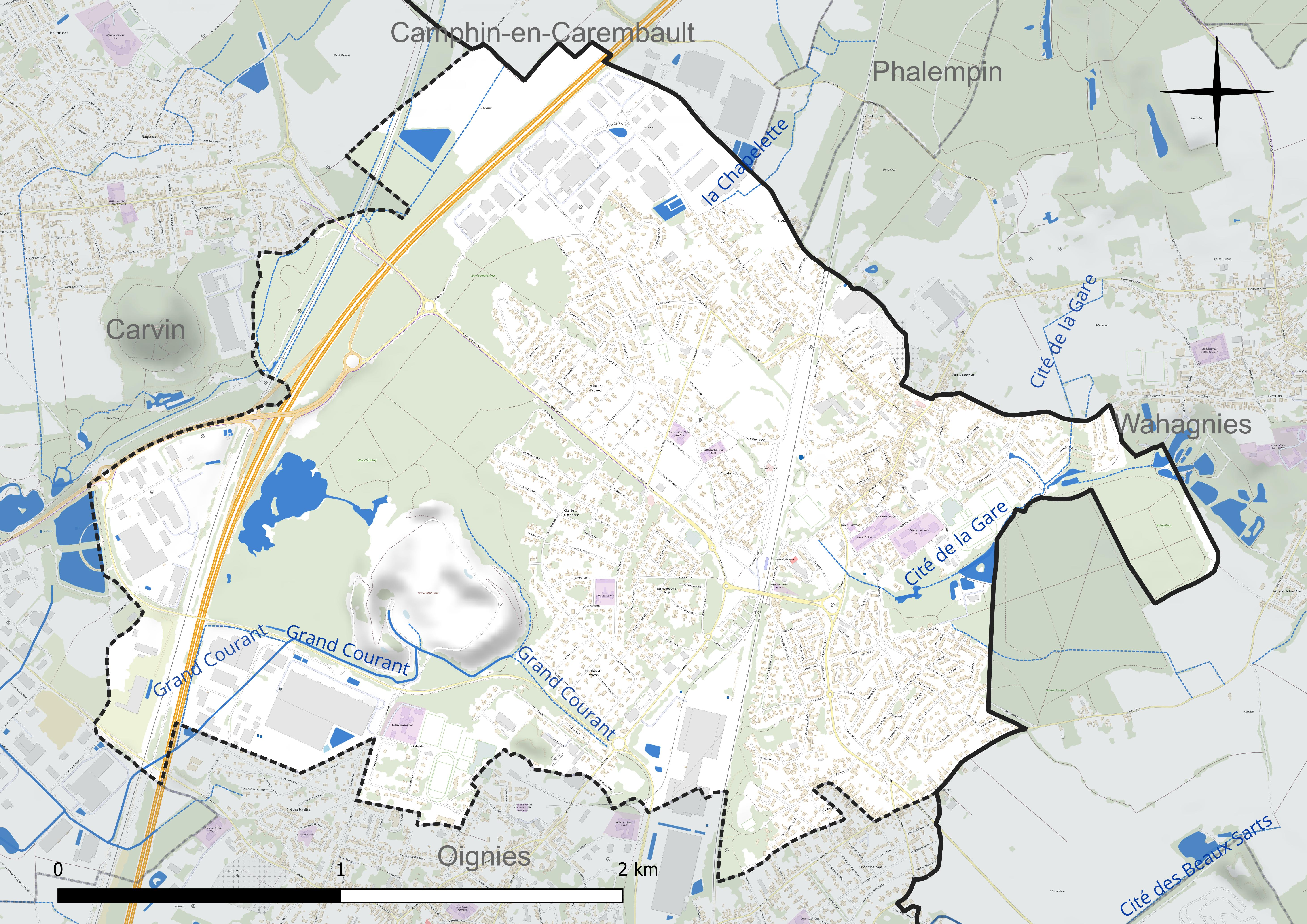
Réseau hydrographique de Libercourt.

### Climat
Pour des articles plus généraux, voir Climat des Hauts-de-France et Climat du Pas-de-Calais.
En 2010, le climat de la commune est de type climat océanique dégradé des plaines du Centre et du Nord, selon une étude du CNRS s'appuyant sur une série de données couvrant la période 1971-2000. En 2020, Météo-France publie une typologie des climats de la France métropolitaine dans laquelle la commune est exposée à un climat océanique et est dans la région climatique Nord-est du bassin Parisien, caractérisée par un ensoleillement médiocre, une pluviométrie moyenne régulièrement répartie au cours de l’année et un hiver froid (3 °C).
Pour la période 1971-2000, la température annuelle moyenne est de 10,5 °C, avec une amplitude thermique annuelle de 14,5 °C. Le cumul annuel moyen de précipitations est de 700 mm, avec 12,2 jours de précipitations en janvier et 9 jours en juillet. Pour la période 1991-2020, la température moyenne annuelle observée sur la station météorologique la plus proche, située sur la commune de Cappelle-en-Pévèle à 12 km à vol d'oiseau, est de 11,1 °C et le cumul annuel moyen de précipitations est de 736,6 mm,. Pour l'avenir, les paramètres climatiques de la commune estimés pour 2050 selon différents scénarios d'émission de gaz à effet de serre sont consultables sur un site dédié publié par Météo-France en novembre 2022.

### Milieux naturels et biodiversité
La commune abrite le Bois d'Épinoy classé en espace naturel sensible (ENS), de près de 110 ha, l'une des deux forêts de protection de l'ancienne région Nord-Pas-de-Calais, instituées en 1984 et la forêt départementale du bois de l'Émolière, de près de 13 ha, avec ses deux étangs pour la pêche et ses parcours d'orientation.
La trame verte et bleue traverse la ville. Il y a plusieurs parcs municipaux, comme le parc de la Chapelette, situés à de nombreux endroits de la ville et certaines cités sont boisées. La ville se situe à quelques minutes de nombreux parcs, bois et plans d'eau dont la forêt de Phalempin, le site ornithologique des Cinq Tailles classé Natura2000 et le golf à Thumeries, le bois départemental des Hautois et le Terril 110 à Oignies, la gare d'eau et le Tour d'Horloge à Carvin, les étangs de la Sabloneuse à Wahagnies, le bois du Court Digeau à Ostricourt et le bois de l'Offlarde à Leforest. Par ailleurs, la voie verte de la Pévèle et le véloroute du bassin minier se situent à seulement quelques kilomètres. Parmi les divers parcs et forêts situés à Libercourt, voici les principaux et leurs caractéristiques.

#### Le terril du téléphériqueno115
Le terril du téléphérique est considéré comme zone naturelle d’intérêt écologique, faunistique et floristique (ZNIEFF) pour l’importance de sa biodiversité. Des chemins pédestres aménagés permettent au public d’accéder facilement au sommet du terril.

#### Le bois de l'Emolière et sa base de loisirs
Le bois de l’Emolière fait partie d’un ancien espace forestier qui s’appelait jadis «Bois du Roy» et qui est aujourd’hui divisé en différentes parties. Ce bois est un élément de la forêt de Phalempin Il constitue un vrai bois, dans une zone pourtant très urbanisée, qui s’étend sur le département du Nord. Ce bois est constitué d'une faune et d'une flore très riche. La base de loisirs est située à l'entrée du bois, elle est dotée d'une école de pêche et de 3 étangs où les personnes peuvent pêcher. Cette base de loisirs constitue le point de départ de plusieurs parcours d'orientation situés dans le bois.

#### Le cavalier de la gare
Reconnu comme tracé de la trame verte et bleue communautaire.

#### Zone naturelle d'intérêt écologique, faunistique et floristique
L’inventaire des zones naturelles d'intérêt écologique, faunistique et floristique (ZNIEFF) a pour objectif de réaliser une couverture des zones les plus intéressantes sur le plan écologique, essentiellement dans la perspective d’améliorer la connaissance du patrimoine naturel national et de fournir aux différents décideurs un outil d’aide à la prise en compte de l’environnement dans l’aménagement du territoire.
Le territoire communal comprend une ZNIEFF de type 1 : l'étang et le bois de l'Epinoy Cette ZNIEFF, qui se situe au cœur de la région minière, dans un secteur urbanisé et traversé de nombreux axes routiers possède une grande diversité de biotopes. Le Bois d’Epinoy est un espace naturel sensible dont une partie n’est accessible au public que lors des visites guidées organisées par Eden 62. Il est  classé espèce naturel sensible car il justifie d’un fort intérêt floristique et faunistique. De nombreuses balades, libres ou encadrées par un guide, sont possibles sur les chemins balisés le tout accolé à une cité minière classée au patrimoine mondial UNESCO.

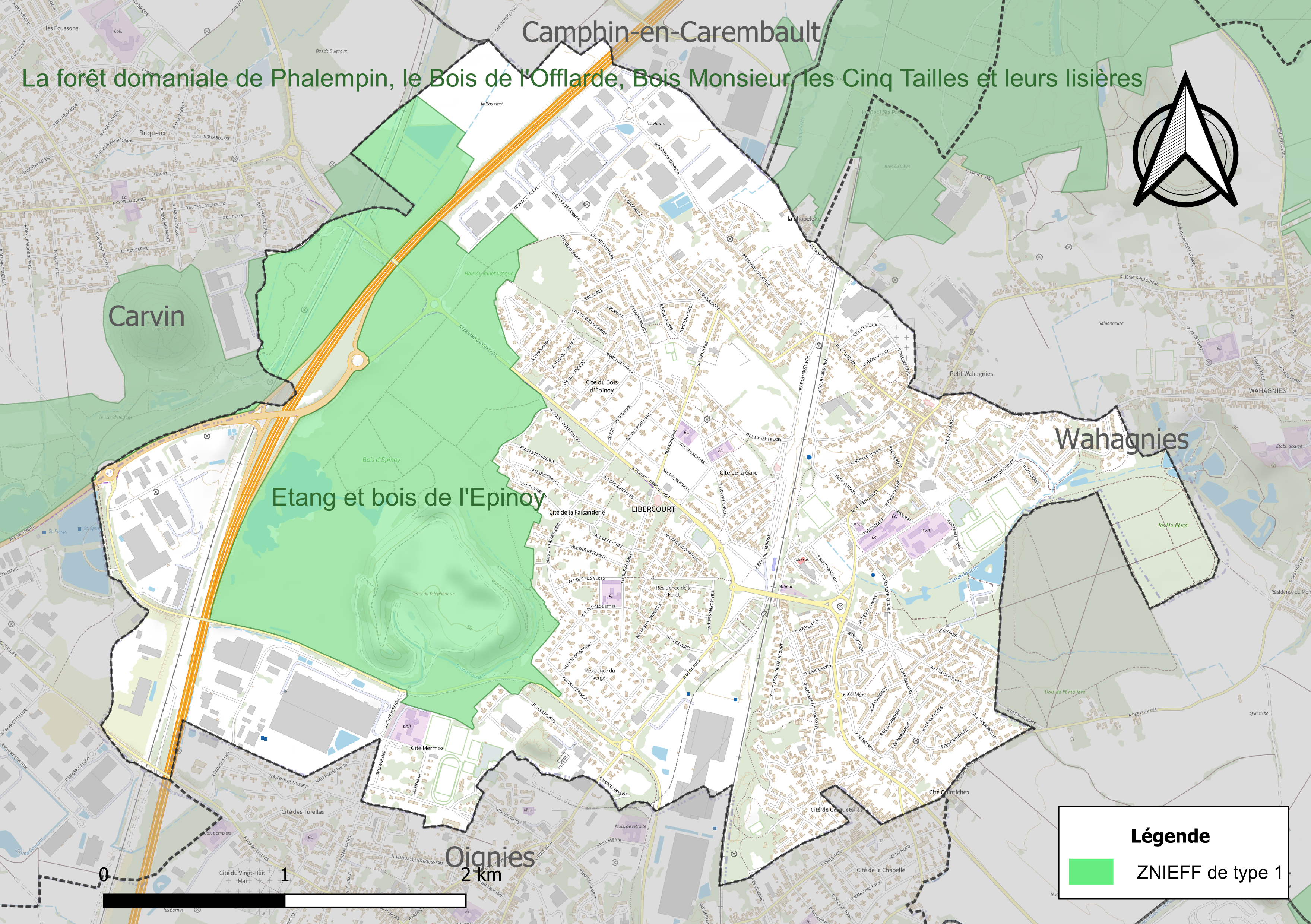
Carte de la ZNIEFF sur la commune.

## Urbanisme
Le bassin minier a été inscrit au patrimoine mondial de l'UNESCO en 2012 et les maisons des mines nécessitent une attention particulière pour qu'elles soient conservées. Certaines cités de Libercourt sont soumises, en plus du Plan Local d'Urbanisme (PLU), au cahier de recommandations.

### Typologie
Au 1er janvier 2024, Libercourt est catégorisée centre urbain intermédiaire, selon la nouvelle grille communale de densité à sept niveaux définie par l'Insee en 2022.
Elle appartient à l'unité urbaine de Douai-Lens, une agglomération inter-départementale regroupant 67  communes, dont elle est une commune de la banlieue,,. Par ailleurs la commune fait partie de l'aire d'attraction de Lille (partie française), dont elle est une commune de la couronne,. Cette aire, qui regroupe 201 communes, est catégorisée dans les aires de 700 000 habitants ou plus (hors Paris),.

### Occupation des sols
L'occupation des sols de la commune, telle qu'elle ressort de la base de données européenne d’occupation biophysique des sols Corine Land Cover (CLC), est marquée par l'importance des territoires artificialisés (80 % en 2018), en augmentation par rapport à 1990 (63,2 %). La répartition détaillée en 2018 est la suivante : 
zones urbanisées (48,3 %), zones industrielles ou commerciales et réseaux de communication (23,9 %), forêts (16,1 %), mines, décharges et chantiers (7,8 %), terres arables (3,9 %). L'évolution de l’occupation des sols de la commune et de ses infrastructures peut être observée sur les différentes représentations cartographiques du territoire : la carte de Cassini (XVIIIe siècle), la carte d'état-major (1820-1866) et les cartes ou photos aériennes de l'IGN pour la période actuelle (1950 à aujourd'hui).

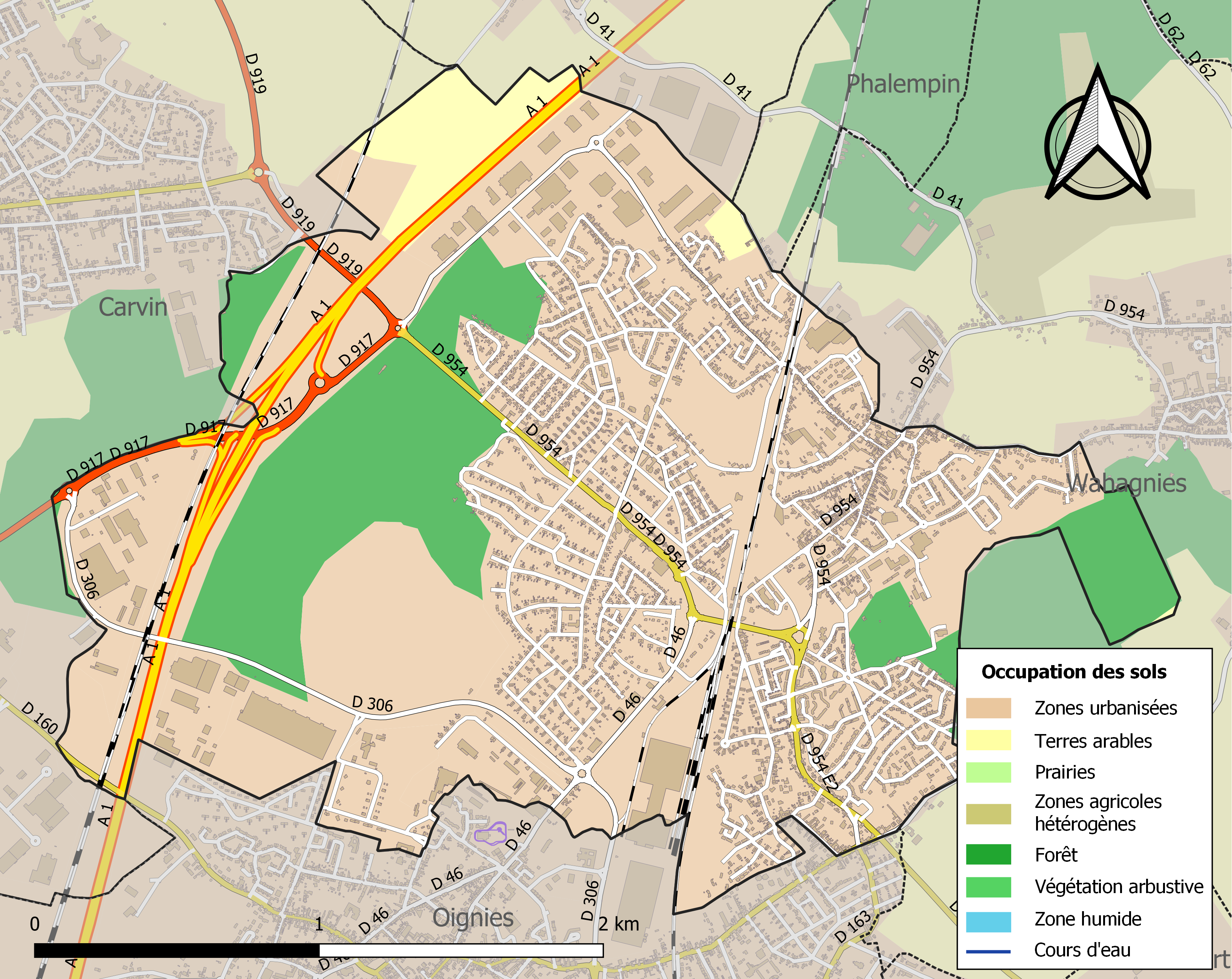
Carte des infrastructures et de l'occupation des sols de la commune en 2018 (CLC).

### Lieux-dits, hameaux et écarts
La commune est divisée en plusieurs quartiers / cités : la cité du bois d'Épinoy ; la cité de Garguetelles ; la cité de la Faisanderie ; la cité de la Fosse numéro 5 ; la cité de la Fosse numéro 2 ; la cité 1940 ; la cité des Six Drèves ; la cité de la Gare ; la cité du Vert-Chemin ; Les Marlières ; la ZAC du Paradis. En 2015, les cités d'Épinoy et de la Gare forment ensemble un 
quartier prioritaire réunissant 1 534 habitants. En 2024, la réforme fait quitter Épinoy dans la zone mais intègre une partie de la cité de la Faisanderie (résidences de la Forêt et du Verger), avec 1 630 habitants en 2020.

### Logement
En 2021, le nombre total de logements dans la commune était de 3 717, alors qu'il était de 3 690 en 2015 et de 3 575 en 2010
, soit une progression du nombre total de logements de 4,0 % depuis 2010.
Parmi ces 3 717 logements, 89,4 % étaient des résidences principales, (soit 3 325 logements), 0,4 % des résidences secondaires et 10,1 % des logements vacants. Ces logements étaient pour 89,3 % d'entre eux des maisons individuelles et pour 10,7 % des appartements.
Sur les 3 325 résidences principales, 44,0 % sont occupées par des propriétaires,  52,1 % par des locataires et 3,9 % par des personnes logées gratuitement.
Le tableau ci-dessous présente la typologie des logements à Libercourt en 2021 en comparaison avec celle du Pas-de-Calais et de la France entière. Une caractéristique marquante du parc de logements est ainsi la faible proportion des résidences secondaires et logements occasionnels (0,4 %) par rapport au département (6,5 %) et à la France entière (9,7 %) ainsi que d'une proportion de logements vacants (10,1 %) supérieure à celle du département (7,3 %) et de la France entière (8,1 %).
| Typologie                                               | Libercourt | Pas-de-Calais | France entière |
| ------------------------------------------------------- | ---------- | ------------- | -------------- |
| Résidences principales (en %)                           | 89,4       | 86,1          | 82,2           |
| Résidences secondaires et logements occasionnels (en %) | 0,4        | 6,5           | 9,7            |
| Logements vacants (en %)                                | 10,1       | 7,3           | 8,1            |

### Voies de communication et transports

#### Voies routières
- Libercourt bénéficie de l'accès no 18 sur l'autoroute A1 qui positionne la ville à proximité de nombreuses villes comme Hénin-Beaumont, Noyelles-Godault, Arras, Lens, Lille, Seclin et Douai. La ville se situe à moins de 10 kilomètres de l'un des plus grands centres commerciaux de France, Noyelles-Godault.
- La ville est traversée par deux routes départementales, la RD954 et la RD46.

#### Transports en commun

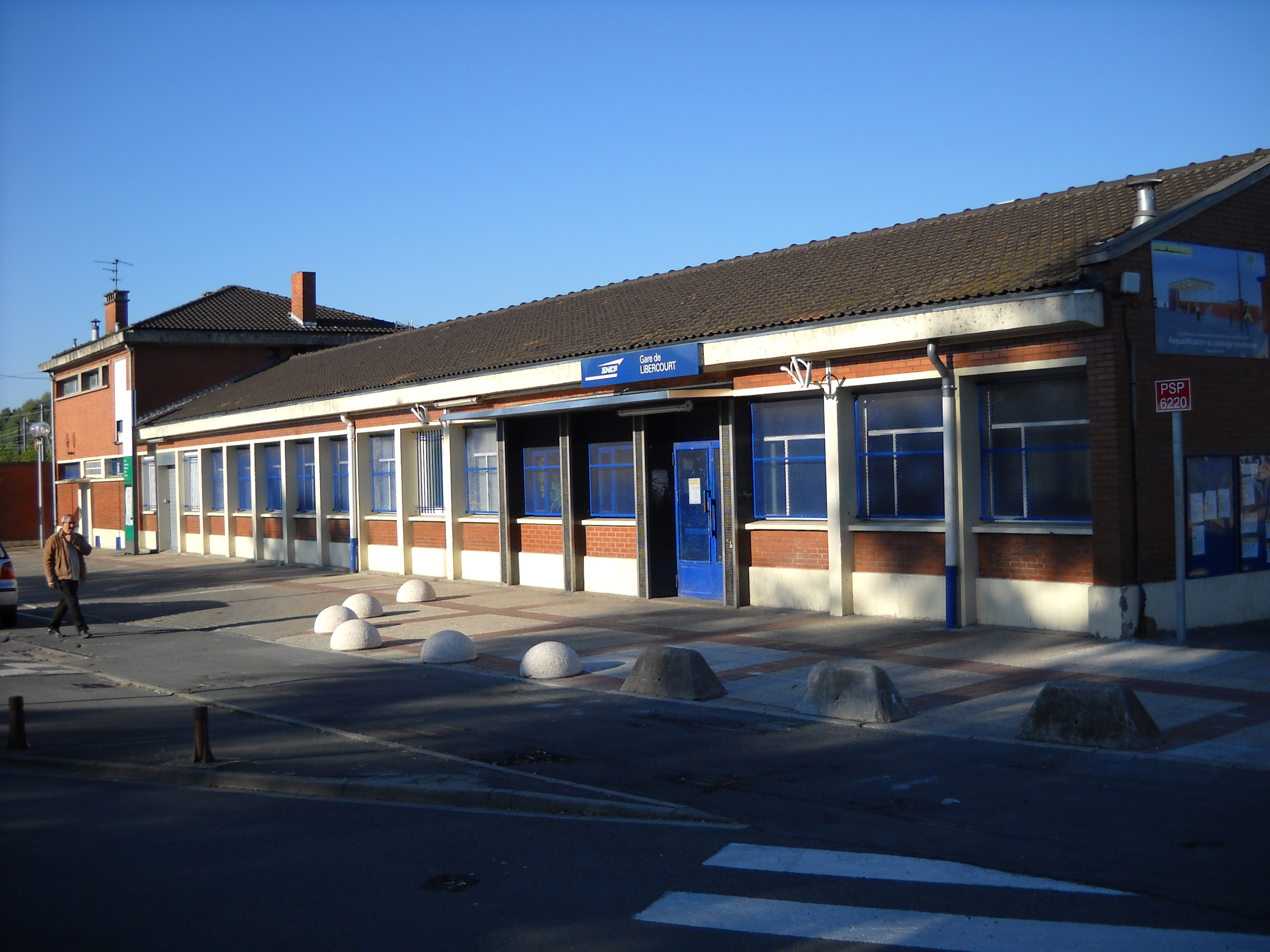
La gare de Libercourt, en 2010

La gare de Libercourt (ligne de Paris-Nord à Lille), l'une des plus importantes de la région des Hauts-de-France et la plus importante de la CAHC, est située sur le territoire municipal et offre des liaisons du réseau TER Hauts-de-France vers Lille, Lens, Douai, Arras, Amiens et Saint-Quentin.
Avec le nouveau projet de l'Eco-Pôle à la gare de Libercourt en 2019, cette gare constitue un important pôle d'échanges multimodaux et possède par ailleurs une gare de bus à haut niveau de service, une station de taxis et un grand parking à vélos protégé. De plus, la ville est éligible aux services proposés par Uber.
La ville est desservie par les réseaux de bus Tadao, Ilévia et Arc-en-Ciel et par des lignes scolaires afin de desservir les collèges et lycées aux alentours.

#### Transport aérien et voie fluviale
Pour les voies aériennes, l'aéroport le plus proche est celui de Lille-Lesquin dans la ville de Lesquin. En termes de voies fluviales, le canal de la Deûle se trouve à moins de 5 kilomètres et fait office de frontière entre les villes d'Oignies et de Courrières.

#### Projets de transports en commun
- Le futur tram-train de Lille pourrait s'arrêter à la gare de Libercourt[22].
- Une étude d'une troisième voie ferrée entre Libercourt et Lille pourrait être lancée[23].
- Le réseau Express Grand Lille.
- Le tramway Artois-Gohelle (abandonné en 2013 au profit de bus à haut niveau de service (BHNS)[24]).

### Risques naturels et technologiques
Le site de la préfecture du Pas-de-Calais indique que l'état de catastrophe naturelle a été déclenché 5 fois pour des inondations mais celle-ci n'ont pas entraîné la mise en danger des personnes. Selon le rapport pour Libercourt présent sur le site officiel du gouvernement, les risques recensés pour la commune sont les suivants : émissions en surface de gaz de mine ; inondation ; mouvement de terrain ; mouvements de terrains miniers ; effondrements localisés ; glissements ou mouvements de pente ; mouvements de terrains miniers : tassements ; séisme (zone de sismicité : 2) ;
et transport de marchandises dangereuses.

### Qualité de l'environnement
Libercourt mène une politique environnementale respectueuse : en mars 2018, trophée obtenu par la ville au salon de l'agriculture après s’être classée première au concours de la meilleure animation réalisée par les NAP (Nouvelles Activités Périscolaires) ; installation d'hôtels à insectes et de nichoirs dans les écoles et les espaces publics ; bannissement du recours aux produits phytosanitaires ; utilisation du fauchage tardif ; éclairage raisonné et éclairage LED ; mise en place de carrés potagers, de nichoirs, de ruches et d'hôtels à insectes ; récupération des eaux de pluie pour l'arrosage ; chaque arbre coupé est systématiquement remplacé ; dispositifs hydroéconomes ; mise en place de la charte paysagère ; création d'itinéraires cyclables et favoriser la mobilité pour des déplacements plus responsables et mise en place d'économiseurs d'eau dans les bâtiments municipaux et les écoles.

## Toponymie
Le nom de la localité est attesté sous les formes Libercours au XIIIe siècle (abb. d'Hénin, l. 5) et  Liber-Court en 1739 (Maillart, p. 22).

## Histoire

### Moyen Âge

#### Notre-Dame de Libercourt
Selon la légende, vers l'an 1150, un jeune berger du nom de Ruchot aperçut un saule dont il aurait jailli du sang. Au sein de cet arbre, il aurait trouvé un buste de la Vierge Marie. Le berger l'emporta avec lui mais, arrivé à la ferme, la statue serait allée reprendre sa place dans le hallot. Cette statue fit alors l'objet d’une vénération au titre des « prodiges » opérés. Le hallot devint le rendez-vous de nombreux pèlerins et la statue l'objet de leur superstition.

### Temps modernes
La statue fut d'abord abritée dans une chapelle bâtie à l'endroit même de son apparition, et qui servit probablement d'église à la population jusqu'au milieu du XVIe siècle. Une seconde chapelle fut édifiée sur un terrain perpendiculaire à l'église actuelle. À la fin du XVIIIe siècle, les révolutionnaires pillèrent le sanctuaire Notre-Dame. Ses ornements, son autel, son tabernacle, ses verrières et la statue « miraculeuse » furent dérobés. Une nouvelle église fut construire en 1880. On y retrouve plusieurs éléments de la seconde chapelle, dont une vasque baptismale en marbre et une pierre sculptée retrouvée au début des années 2000 par l'abbé Pronnier. Le grand vitrail est quant à lui formé de quatre petits vitraux de l'ancienne chapelle.
Un pèlerinage a lieu chaque année à l'occasion de l'Assomption. Notre-Dame de Libercourt est particulièrement invoquée pour les petits enfants, les affligés et la protection des étables.

#### Circonscriptions d'Ancien Régime
En 1789, avant la Révolution française, Libercourt était une paroisse du diocèse de Tournai, dépendant du doyenné de Camphin-en-Carembault.
La Révolution en fit un hameau de la commune de Carvin.

### Époque contemporaine

#### Le temps de l'industrie
Vers 1840, la première affaire sur Libercourt fut la construction d'un four à chaux et d'une briqueterie installés par M. Jean Hottin-Turbelin, à une centaine de mètres de l'église. À peu près au même moment, une tuilerie fut bâtie exactement au « Coron sans beurre ». On y fabriquait des tuiles, des drains et des carreaux en terre cuite. La partie mécanique était actionnée par un cheval qui tournait au milieu de la cour. Puis apparut le moulin à vent dont le gros œuvre existe encore de nos jours. Entre-temps au bosquet « Martinet », on perça un forage dans l'espoir de trouver du minerai de fer, mais sans aucun résultat. Cette recherche avait été entreprise parce que, dans les champs environnants, on trouvait constamment des morceaux ferreux qui donnaient à la terre une couleur de rouille. Après le démontage du matériel, le trou du forage avait formé une cuvette d'environ une dizaine de mètres de diamètre qui s'était remplie d'eau et où il y eut quelques noyades dont la première fut celle de M. Lagache. Ceci valut à cette mare d'être dénommée le "Vivier Lagache".
Après l'installation de la ligne de chemin de fer, eut lieu, près de la gare, l'implantation de lavoirs à charbon par monsieur Cambray. Cette affaire ne marcha pas très bien. Il essaya de se diversifier en construisant un four à chaux. Quelques années plus tard, lavoirs et four à chaux firent faillite. Les affaires furent reprises par monsieur Savourat; il installa une usine de dérivés de goudron qui devint par la suite la Société Nouvelle des Usines de Libercourt. Il y eut aussi près de la gare l' "Usine au noir": on y broyait du charbon pour en faire une poudre très fine utilisée dans les fonderies.
Enfin, ce fut le tour de la carrière de sable de monsieur Breschard, située sur la route de Wahagnies à Ostricourt. Le produit était acheminé jusqu'à la gare le long d'un petit chemin de fer à voie étroite, où une petite machine à vapeur appelée "Coucou" tractait et montait les wagonnets sur une rampe pour déverser dans les wagons de la Compagnie du Nord. À cette époque, Libercourt comptait en son sein : le classement des Houillères qui préparait les trains de charbon, les anciennes fosses no 3 et 5, la Société Nouvelle des Usines de Libercourt, les Tuileries de Libercourt, les Boulonneries de Libercourt, les ateliers mécaniques Breschard, Coquant, Jules Haze et les ciments armés Willaert. Aujourd'hui le tissu industriel s'est profondément transformé; la métamorphose de notre société et son évolution ont peu à peu fait disparaître certaines de ces entreprises pour laisser place à une nouvelle conception, celle des zones industrielles.

#### Ville minière
En presque 100 ans, l'épopée minière aidant, la population augmenta pour atteindre près de 10 000 habitants. Polonais, Italiens, Portugais, Algériens, Marocains arrivèrent à Libercourt pour y travailler, accompagnés de leur famille. Aujourd'hui encore, la ville est riche de cette diversité. Deux événements majeurs liés à la révolution industrielle étaient venus militer en faveur du rôle grandissant joué par Libercourt :
- la découverte de la houille à Oignies à l'origine de la création des fosses et de cités minières vont faire du hameau de Libercourt une ville minière champignon faisant partie de la conurbation minière qui voit le jour sur le territoire de la Compagnie des mines d'Ostricourt dont le siège se trouve dans la commune voisine de Oignies. Le 4 avril 1963, l'éboulement d'un terril provoque la mort par ensevelissement de quatre personnes[32] ;
- l'ouverture en 1865 de la gare de Libercourt, sur la ligne de Paris-Nord à Lille, tandis qu'un embranchement raccorde la gare de Libercourt à la gare de Carvin, sur la ligne de Lens à Ostricourt.

Le centre de Libercourt se situait alors entre l'église Notre Dame et la Poste, constitué de nombreux commerces. Mais avec l'installation des familles au sein des cités minières, la commune s'est étendue et le cœur de ville a perdu sa centralité. À l’époque, les commerces, souvent situés au rez-de-chaussée des habitations, ont progressivement fermé lors des départs en retraite des propriétaires. C'est la raison pour laquelle, la grande ambition de la municipalité est de recréer un véritable centre-ville où l'activité économique a une place importante, en réimplantant habitations et commerces en périphérie de la place qui y sera aménagée.

##### Fosse numéro 3
En 1883, la réglementation des mines grisouteuses prescrivit l'obligation de la double communication des travaux souterrains avec le jour. Ainsi fut décidé, par le Conseil d'Administration, le creusement de la fosse no 3. Elle est foncée en 1884 à Libercourt le long de la route Oignies - Libercourt (à proximité de la gare). Le diamètre du puits est de 2,30 m et la profondeur est de 357 m. Elle est détruite en 1914, au début de la Première Guerre mondiale.
L'extraction des charbons maigres cesse en 1941 car la fosse no 3 devient retour d'air pour la fosse no 2 jusqu'en 1946. Après avoir servi de camp de prisonniers, le carreau est devenu un parc de matériel. En 1964, le puits est remblayé. Le chevalement est abattu en 1966. Sur le carreau de cette fosse a été installé le centre de distribution de charbon aux retraités des mines. Le puits a été mis en sécurité en 2000.

##### Fosse numéro 5
La fosse no 5 dite Henri Buchet est foncée en 1906 avec un diamètre de 4,10 m sur le territoire de Libercourt. La Compagnie prend la décision de concentrer la fosse no 5 sur la fosse no 2 dès 1934, mais la concentration ne sera effective qu'en 1951. Le puits sert alors de retour d'air à la fosse no 2 jusqu'en 1968. Profond de 363 m, le puits est remblayé la même année. Le chevalement est abattu un an plus tard.

#### Première Guerre mondiale
Libercourt et ses habitants souffrirent gravement de l'action des belligérants qui savent toute l'importance que revêt pour l'économie régionale ce centre minier et ferroviaire névralgique.
Libercourt petite bourgade à l'époque, devait payer un lourd tribut à la Première Guerre mondiale : 60 de ses fils tombèrent au champ d'honneur et 10 victimes civiles étaient à déplorer.
La commune est décorée de la croix de guerre 1914-1918 par décret du 25 septembre 1920, distinction également attribuée à 276 autres communes du Pas-de-Calais. 
Une cérémonie s'est déroulée le 11 novembre 2018 pour le centenaire de la Première guerre Mondiale et un érable, symbolisant la paix et la fraternité, a été planté.

#### Immigration polonaise
La commune de Libercourt  a accueilli, comme bien d'autres du bassin minier régional, des mineurs et leurs familles venus dans le cadre de l'immigration polonaise dans le Nord de la France dans les années 1920.

#### Seconde Guerre mondiale
En 1940, débute la Seconde Guerre mondiale. Libercourt est occupée par l'Allemagne nazie, comme tout le bassin minier régional. Non loin, à la fosse 7 de la Compagnie des mines de Dourges, que la grève patriotique des cent mille mineurs du Nord-Pas-de-Calais en mai-juin 1941 a démarré, avec Émilienne Mopty (1907-1943) et Michel Brulé (1912-1942), privant les Allemands de 93 000 tonnes de charbon pendant près de deux semaines.
C'est l'un des premiers actes de résistance collective à l'occupation nazie en France et le plus important en nombre, qui se solda par 414 arrestations en trois vagues, la déportation de 270 personnes, 130 mineurs étant par ailleurs fusillés à la citadelle d'Arras.
Les 2 et 3 septembre 1944, la ville de Libercourt est « libérée de l'occupation après 51 mois par les troupes anglaises, aidées par un groupe de résistants locaux. Libercourt a payé un lourd tribut durant la guerre, puisque vingt soldats y ont laissé la vie, de même que quatorze résistants fusillés, dix-sept victimes civiles, sans oublier les nombreux Libercourtois blessés physiquement et moralement ».
Après-guerre, la commune est aussi au centre de trois événements nationaux, la bataille du charbon (1945-1947), suivie des grève des mineurs de 1947 et celles de 1948.

#### De l'après-guerre auXXIesiècle
En 1991, un référendum d'initiative locale est organisé sur un projet d’agrandissement d'une mosquée existante. Dans un contexte très confus à l'époque, le référendum a rejeté le projet avec 83 % de non (2709 voix) contre 17 % pour (537 voix),,. Le referendum était illégal[réf. nécessaire] et a été désapprouvé par l’État et la préfecture à l'époque. La mosquée a néanmoins été inaugurée en juillet 1996. Selon Rémy Auchedé, secrétaire du PCF du Pas-de-Calais, « le referendum n'est pas la solution sur une telle question ».
L'exploitation des mines s'est arrêtée en 1968 sur le territoire communal. En 2019, Libercourt est une ville clairière de l’ex-bassin minier située au sud de l’aire métropolitaine lilloise. Cette commune principalement résidentielle se trouve à la croisée des grands axes européens, bénéficie d’une situation géographique et économique tout à fait privilégiée proche de la capitale régionale, Lille et d'autres grandes villes régionales. Par ailleurs, elle profite d'un cadre agréable avec ses nombreux espaces verts. Les sites miniers de la commune ont été transformés en lieux culturels, de mémoire ou de balade afin de conserver le passé historique du territoire et ont été classés au patrimoine mondial de l'UNESCO.

## Politique et administration

### Rattachements administratifs et électoraux
Libercourt est une commune créée en 1947 par détachement de celle de Carvin.
Elle est située dans l'arrondissement de Lens dans le département du Pas-de-Calais. Pour les élections législatives, elle fait partie de la onzième circonscription du Pas-de-Calais depuis le redécoupage des circonscriptions législatives françaises de 2010.
Elle fait partie depuis sa création du canton de Carvin. Dans le cadre du redécoupage cantonal de 2014 en France, ce canton, dont la commune est toujours membre, est modifié, passant de 2 à 3 communes.

### Intercommunalité
La commune est membre de la communauté d'agglomération Hénin-Carvin, un établissement public de coopération intercommunale (EPCI) à fiscalité propre créé en 2001 et auquel la commune a transféré un certain nombre de ses compétences, dans les conditions déterminées par le code général des collectivités territoriales.

### Tendances politiques et résultats
Libercourt est une ville traditionnellement ancrée à gauche.
Depuis 1983, les différents maires de Libercourt étaient étiquetés au Parti Communiste Français et au Parti Socialiste. Bien que le Front national arrive à se hisser en première place du premier tour des différentes élections de ces dernières années, Libercourt s'oppose au parti politique de Marine Le Pen en votant pour l'autre candidat au second tour. Par exemple pour les législatives de 2017, c'est la candidate La République en marche, Anne Roquet, qui est arrivée en tête du second tour des législatives, ce qui fait de Libercourt, l'une des seules villes de sa circonscription n'ayant pas mis le Front National en tête des législatives au second tour. Tout comme pour les présidentielles de 2017 où Emmanuel Macron est arrivé en tête du deuxième tour face à Marine Le Pen,.
Lors du premier tour des élections municipales de 2014 dans le Pas-de-Calais, la liste PS-PCF menée par le maire sortant Daniel Maciejasz obtient la majorité absolue des suffrages exprimés, avec 2 854 voix (27 conseillers municipaux élus dont 4 communautaires), devançant très largement celle EELV menée par Rachid Ferahtia, qui a recueilli 601 voix (18,86 %, 2 conseillers municipaux élus).
Lors de ce scrutin, 40,18 % des électeurs se sont abstenus.
Lors des élections municipales de 2020 dans le Pas-de-Calais, la liste PS menée par le maire sortant Daniel Maciejasz est la seule candidate. Elle obtient donc la totalité des 1 325 suffrages exprimés et est élue en totalité.
Lors de ce scrutin marqué par la pandémie de Covid-19 en France, 74,07 % des électeurs se sont abstenus et 2,66 % des votants ont choisi un bulletin blanc ou nul, 
Lors du premier tour de l'Élection présidentielle de 2022, les quatre premiers candidats ont été Marine Le Pen (34,90 % des suffrages exprimés), Jean-Luc Mélenchon (31,90 %), Emmanuel Macron (18,19 %) et Éric Zemmour (4,05 %).
Lors du second tour, Emmanuel Macron a recueilli 1 953 voix (54,61 %) et Marine Le Pen 1 623 voix (45,39) lors d'un scrutin où 32,47 % des électeurs se sont abstenus.

### Liste des maires
| Période | Période                        | Identité             | Étiquette | Qualité |
| ------- | ------------------------------ | -------------------- | --------- | --- |
| 1947    | 1965                           | Étienne Pruvost      | SFIO      | Employé des HBNPC Premier maire de Libercourt |
| 1965    | 1971                           | Georges Mangin       |           | Premier adjoint du maire sortant Etienne Pruvost |
| 1971    | 1983                           | Antoine Victor       | PS        | Employé des HBNPC |
| 1983    | mars 1986                      | Léon Delfosse        | PCF       | Mineur, administrateur des Houillères Syndicaliste Décédé en fonction |
| 1986    | 1995                           | Samuel Lannoy        | PCF       | Retraité des HBNPC |
| 1995    | 2002                           | Jean-Claude Mortreux | PS        | Galibot Médaillé de l'Ordre national du Mérite Démissionnaire |
| 2002    | En cours (au 31 décembre 2022) | Daniel Maciejasz     | PS        | Enseignant Conseiller général puis départemental de Carvin (2004 →) Vice-président de la Communauté d'agglomération Hénin-Carvin (2014 →) Réélu pour le mandat 2020-2026, |

### Instances de démocratie participative
La commune s'est dotée d'un conseil municipal des jeunes et d'un conseil citoyen.

### Jumelage
La commune est jumelée avec :
| Ville | Ville    | Pays | Pays    | Période     |
| ----- | -------- | ---- | ------- | ----------- |
|       | Jarocin, |      | Pologne | depuis 1978 |

## Équipements et services publics

### Eau et déchets
Le tri sélectif est en place dans la commune. Il y a en tout trois collectes de déchets triés à Libercourt, l'un pour les déchets recyclables, l'autre les déchets non-recyclables et enfin pour les déchets organiques. Plusieurs containers à verres sont disposés dans la ville et la déchetterie la plus proche se trouve à Carvin.

### Espaces publics
La commune obtient en 2017 le niveau 2 du label « ville active et sportive ».
Au concours des villes et villages fleuris, après avoir obtenu deux fleurs en 2010, la ville obtient, en 2018, trois fleurs, ele est ainsi la première ville de la CAHC à détenir ce niveau de distinction ainsi que la première des 50 villes qui composent l'arrondissement de Lens.
Elle est lauréate du programme « Petites villes de demain ».
La ville a obtenu en 2021 une abeille dans le cadre du label « Api-cité ». Ainsi, la ville s’inscrit dans la catégorie « démarche reconnue » pour ses nombreuses actions en faveur de l’environnement. En décembre 2023, la ville a été récompensée d'une deuxième « abeille » au label national API-Cité.
Elle obtient, en 2022, le label « Terre de Jeux 2024 » en vue des jeux olympiques et paralympiques de Paris 2024.
En 2022, l'ARS récompense la ville en la labélisant « Espace sans tabac », à la suite de la mise en place d'espaces publics extérieurs sans tabac.
En 2025, la commune est récompensée par le label « Ville Internet @@@@ ».

### Enseignement
La commune est située dans l'académie de Lille et dépend, pour les vacances scolaires, de la zone B.
Elle administre six établissements scolaires publiques : l'école maternelle et l'école primaire André Pantigny ; l'école élémentaire Marie et Pierre Curie ; l'école maternelle Frédéric et Irène Joliot-Curie ; l'école primaire Jean Jaurès et le collège Jean de Saint-Aubert.
Le collège a bénéficié en 2018 d'une rénovation complète et d'une cuisine centrale destinée dont la production est également destinée au restaurant municipal Berthe-Dupuis et au bâtiment de la demi-pension, qui accueille l'ensemble des écoliers de la commune,.

### Postes et télécommunications
Un bureau de poste avec distributeur automatique de billets

### Équipements sportifs
Libercourt possède de nombreuses salles et équipements sportifs : le complexe Ssportif Antoine-Victor ; le COSEC Léo-Lagrange, les skate-parcs et terrains de tennis du COSEC et de la Rayère, un pump-track, une aire de fitness, un terrain de padel, un terrain de futsal et un club house ; les terrains multisports de la Rayère, du Ponchelet et de la Chapelette ; le stade de football et la piste d'athlétisme Fernand Duchaussoy entièrement rénové par la FIFA ; la salle de sport du collège Jean-de-Saint-Aubert ; la salle de sport « L'Orange Bleue » ; le stade-parc ; le boulodrome et le pas de tir à l'arc ; le centre de fitness ; l'école de pêche ; le skate park au Complexe Sportif Antoine-Victor et le parcours d'orientation au bois de l'Émolière.
En 2023, une borne pour la réparation des vélos a été inaugurée. De nombreux outils pour entretenir et réparer les vélos sont en accès libres.
En 2024, de nouveaux équipements sportifs ont été inaugurés autour du complexe Léo Lagrange. On retrouve un terrain de padel tennis, une piste de pump track, un espace fitness avec borne interactive, un terrain de futsal, une tribune de foot et un club house

### Solidarité
- Point Information Médiation Multi Services
- Point d'Accès au Droit
- Local du Secours Populaire Français
- La Maison des Droits et des Solidarités de Libercourt
- Eden62
- Conseil Départemental de l'Accès au Droit du Pas-de-Calais
- Centre Communal d'Action Sociale
- Banque Alimentaire
- Restaurants du coeur
- Outillothèque
- Point Information Jeunesse
- Semaine bleue
- Service de portage de repas à domicile
- Service de transport pour les seniors
- Allocation Personnalisée d'Autonomie
- Opération Oasis pour lutter contre l'isolement
- Liste de veille plan canicule et grand froid

### Santé
La commune dispose de nombreux professionnels de santé : médecins, dentistes, orthophonistes, infirmières et infirmiers, sages-femmes, kinésithérapeutes, pharmaciens , etc.,.
Par ailleurs, on trouve, proche de la commune, le centre hospitalier d'Hénin-Beaumont, le centre de rééducation de Oignies. La commune disposait, avec la commune voisine Oignies, de la clinique Anquetil, qui faisait partie du service public hospitalier depuis le 1er janvier 1978.

### Justice, sécurité, secours et défense
La commune relève du tribunal judiciaire d'Arras, de la cour d'appel de Douai, du tribunal pour enfants d'Arras, du tribunal de commerce d'Arras, du tribunal administratif de Lille et de la cour administrative d'appel de Douai.
La commune, qui adhère au dispositif « Participation Citoyenne », dispose  : d'une police municipale armée, de vidéosurveillance ; de la mise en place d'une cellule de veille ; de radars pédagogiques et de feux tricolores intelligents.

## Population et société

### Démographie

#### Évolution démographique
L'évolution du nombre d'habitants est connue à travers les recensements de la population effectués dans la commune depuis 1954. Pour les communes de moins de 10 000 habitants, une enquête de recensement portant sur toute la population est réalisée tous les cinq ans, les populations de référence des années intermédiaires étant quant à elles estimées par interpolation ou extrapolation. Pour la commune, le premier recensement exhaustif entrant dans le cadre du nouveau dispositif a été réalisé en 2006.

En 2022, la commune comptait 8 047 habitants, en évolution de −4,16 % par rapport à 2016 (Pas-de-Calais : −0,72 %, France hors Mayotte : +2,11 %).
| 1954  | 1962   | 1968   | 1975  | 1982   | 1990  | 1999  | 2006  | 2011  |
| ----- | ------ | ------ | ----- | ------ | ----- | ----- | ----- | ----- |
| 9 704 | 10 523 | 10 726 | 9 837 | 10 093 | 9 760 | 8 854 | 8 722 | 8 431 |

| 2016  | 2021  | 2022  | - | - | - | - | - | - |
| ----- | ----- | ----- | - | - | - | - | - | - |
| 8 396 | 8 138 | 8 047 | - | - | - | - | - | - |

#### Pyramide des âges
La population de la commune est relativement jeune.
En 2018, le taux de personnes d'un âge inférieur à 30 ans s'élève à 39,0 %, soit au-dessus de la moyenne départementale (36,7 %). À l'inverse, le taux de personnes d'âge supérieur à 60 ans est de 22,9 % la même année, alors qu'il est de 24,9 % au niveau départemental.
En 2018, la commune comptait 4 025 hommes pour 4 312 femmes, soit un taux de 51,72 % de femmes, légèrement supérieur au taux départemental (51,50 %).
Les pyramides des âges de la commune et du département s'établissent comme suit.
| Hommes | Classe d’âge | Femmes |
| ------ | ------------ | ------ |
| 0,4    | 90 ou +      | 1,0    |
| 6,1    | 75-89 ans    | 9,5    |
| 13,3   | 60-74 ans    | 15,2   |
| 18,7   | 45-59 ans    | 19,1   |
| 19,9   | 30-44 ans    | 18,6   |
| 18,8   | 15-29 ans    | 17,0   |
| 22,7   | 0-14 ans     | 19,6   |

| Hommes | Classe d’âge | Femmes |
| ------ | ------------ | ------ |
| 0,5    | 90 ou +      | 1,6    |
| 5,6    | 75-89 ans    | 8,9    |
| 16,7   | 60-74 ans    | 18,1   |
| 20,2   | 45-59 ans    | 19,2   |
| 18,9   | 30-44 ans    | 18,1   |
| 18,2   | 15-29 ans    | 16,2   |
| 19,9   | 0-14 ans     | 17,9   |

### Manifestations culturelles et festivités
- Fête de la nature
- Fête de la bibliothèque
- Libercourt Plage
- Liber’couleurs (Color Run)
- Concours des balcons fleuris
- Les parcours du cœur
- Journée bien-être en famille
- Défi sport famille
- Marché de La Saint Nicolas et de Noël
- Festivités du 14 juillet et carnaval
- Nombreuses commémorations militaires et historiques
- La caravane connectée
- Brocante, cirque et ducasse
- Semaines thématiques culturelles
- Cyberséniors
- Journée régionale des aidants
- Associations en fête
- Salon des arts plastiques
- Trail des pyramides noires
- La rando des Terrils
- La quinzaine des pollinisateurs
- Festival Api Days
- Salon des arts plastiques
- Tous en Selle

### Vie associative
Libercourt dispose de nombreux clubs et associations. 
Il existe d'anciennes associations étrangères : l'association polonaise catholique de la jeunesse féminine, section de Libercourt ; l'association polonaise catholique de la jeunesse masculine, section de Libercourt ; l'association ukrainienne Ivan Franco de Libercourt : l'union des anciens de la résistance polonaise en France POWN, section de Libercourt et l'union des associations théâtrales polonaises en France, section de Libercourt.

### Cultes
|  |  |  |

#### Catholicisme

##### Église Notre-Dame
L’édifice a été construit en 1881. Il abrite la statue de Notre-Dame, qui fait l’objet d’une procession chaque 15 août depuis plusieurs siècles. Il représente aussi une étape du pèlerinage à Saint-Jacques-de-Compostelle.

##### Église Saint-Henri
Avec le développement d’activité des mines et l’arrivée de travailleurs polonais, le nombre d’habitants autour de la fosse n°5 s’accroissait rapidement. L’abbé Stanislas Clément désirait leur proposer des messes le dimanche. Il rêvait d’un centre religieux, au cœur même de la cité. Son rêve fut réalisé grâce à la bienveillance de la Compagnie des Mines d’Ostricourt. La chapelle est dédiée à Saint Henri, en souvenir de M. Henri Buchet, administrateur et directeur général des Mines d’Ostricourt.
Dès 1910, une salle avait été construite pour servir de garderie, à l'angle du boulevard Faidherbe et du chemin de la Rayère. En 1923, ce local fut élevé d'un étage ; le rez-de-chaussée, aménagé en chapelle, fut ouvert au culte. En semaine, un rideau était tiré devant le chœur et la salle devenait une garderie. En 1928, la chapelle est transférée à l'étage avec accès par un escalier extérieur, chemin de la Rayère. Il n'y avait qu'une seule paroisse à Libercourt : baptêmes, mariages et enterrements ont toujours lieu à Notre-Dame. En 1942, Saint-Henri devient la seconde paroisse. La poussée démographique fit monter la population de la paroisse à environ 5 000 âmes : la chapelle devenait beaucoup trop petite. Le 22 juin 1957 les Houillères vendent à l'association diocésaine d'Arras le terrain destiné à l'édification d'un centre paroissial.
L'abbé Vincent est nommé à Libercourt-Saint-Henri avec la mission de réaliser ce projet. Il s'installe le 6 octobre 1957. Par sa simplicité et sa familiarité dans ses contacts avec le monde ouvrier l'entourant, il gagne vite l'estime de toute la paroisse. Il sait réunir et galvaniser les énergies pour construire l'église. Pour trouver la somme nécessaire, il emploie tous les moyens : quêtes, enveloppes, vente de cartes dessinées par M. Hardy, spectacles... Des paroissiens apportent leur concours manuel, travaillant à la construction pour diminuer les frais de main-d'œuvre ou s'activant pour assurer le succès des kermesses. L'œuvre est inaugurée solennellement le 11 novembre 1961. L'abbé Vincent maintint fermement sa paroisse. Il continua la construction de la salle de cinéma, des salles de réunions et du presbytère où il emménagea en 1963. Il y avait deux séances de cinéma chaque dimanche. Avec la récession puis la fermeture des Houillères, le départ de nombreuses familles remplacées par des Nord-Africains musulmans, le nombre de pratiquants a fortement diminué et le manque de prêtres ont conduit l'évêché d'Arras à associer les deux paroisses en 1984.
Le programme du centre paroissial de Libercourt comprend une église de 450 places, un presbytère, une salle paroissiale, des salles de catéchisme, un parking. L'église se distingue des autres bâtiments paroissiaux par son architecture originale et son emplacement à l'angle du terrain, au confluent de deux voies de passage. Son plan s'articule autour de deux octogones emboîtés l'un dans l'autre. L'édifice, de plan allongé, présente six pans de murs en brique. Il est couvert de longs pans en ardoise. Les vitraux sont dus au verrier Blanchet.
L'église est une œuvre des architectes Jean Battut et Robert Warnesson. Pour anecdote, à la demande des paroissiens, Jacques Brel est venu faire un concert et il a reversé tout son cachet à l’église.

##### Chapelle des Six-Drèves
L’endroit fut nommé les Six-Drèves et restera boisé jusqu’au milieu du XIXe siècle. C’est à cette période d’après-guerre, comme il fallait redresser le pays, que le besoin de main-d’œuvre était énorme, notamment pour assurer la production de charbon. De ce fait, les Houillères ont recruté de nombreux travailleurs étrangers qu’il fallait héberger. C’est ainsi qu’après avoir défriché le site des Six-Drèves, la compagnie minière a édifié, en 1946, 197 baraquements en bois destinés à abriter les mineurs italiens, polonais, ukrainiens, et d’autres nationalités, mais aussi des Français venus d’autres régions pour travailler dans les mines de charbon du secteur. Les anciens se souviennent que ces habitations étaient fortement vulnérables au feu, les pompiers ne disposaient que de très peu de temps pour intervenir.
L’abbé Clément, curé de Notre-Dame à l’époque, et ces travailleurs issus de plus de vingt nationalités différentes ont souhaité avoir un lieu de culte. Une chapelle dédiée à « Marie, reine du monde » fut donc édifiée dans le quartier, et inaugurée le 8 septembre 1967. Une messe y fut ensuite célébrée chaque dimanche à 9 heures.
La chapelle n’a finalement accueilli les fidèles que durant quelques années. Elle a, en effet, été démolie en 1974, après que les habitants des Six-Drèves ont été relogés dans les cités minières, et remplacés par des travailleurs algériens et marocains qui bénéficiaient de contrats de travail de cinq ans renouvelables.
À leur tour, ces travailleurs ont fait valoir leur droit au regroupement familial pour faire venir leur famille, et quitter les Six-Drèves pour s’installer dans les cités du secteur.
Les baraquements ont été démolis et ont laissé place à la résidence des Marlières, qui comprend des appartements et des maisons individuelles de qualité. Ce quartier est aujourd’hui l’un des plus prisé et peuplé de Libercourt.

#### Islam
La mosquée El Islah.

### Médias

#### Presse locale
Le quotidien régional La Voix du Nord publie une édition locale pour la communauté d'agglomération d'Hénin-Carvin, ajoutée à celle du communaupole de Lens-Liévin.

#### Télévision locale
La ville est couverte par les programmes de France 3 Nord-Pas-de-Calais et les chaînes nationales de la TNT. Elle reçoit également la chaîne régionale Wéo

#### Radio locale
Les habitants reçoivent les programmes de Nostalgie Lens et de Chérie FM Haut de France. Elle reçoit également des radios régionales comme Fréquence Horizon, Metropolys, Contact, Mona FM et France Bleu Nord

## Économie

### Revenus de la population et fiscalité
En 2021, la commune compte 3 259 ménages fiscaux, regroupant 7 917 personnes.
Le revenu fiscal médian par ménage, le taux de pauvreté des ménages et la part des ménages fiscaux imposés de la commune, du département du Pas-de-Calais et de la métropole sont les suivants :
- le revenu fiscal médian par ménage de la commune est de 18 470 €, inférieur à celui du département du Pas-de-Calais (20 720 €) et inférieur à celui de la France métropolitaine (23 080 €)[Insee 7],[Insee 8],[Insee 9] ;
- le taux de pauvreté des ménages de la commune est de 25 %, de 18,4 % au niveau du département et de 14,9 % au niveau de la métropole[Insee 10],[Insee 11],[Insee 12] ;
- la part des ménages fiscaux imposés dans la commune est de 35 %, de 44,1 % au niveau du département et de 53,4 % au niveau de la métropole[Insee 7],[Insee 8],[Insee 9].

Les locaux de France Travail et la mission locale pour l'insertion professionnelle et sociale des jeunes sont situés à Carvin. La commune créé une cellule emploi.

### Emploi
|                       | 2010   | 2015   | 2021   |
| --------------------- | ------ | ------ | ------ |
| Commune               | 22,7 % | 24,5 % | 17,7 % |
| Département           | 11,3 % | 13,7 % | 11,2 % |
| France métropolitaine | 11,6 % | 13,7 % | 11,7 % |

En 2021, la population âgée de 15 à 64 ans s'élève à 4 892 personnes, parmi lesquelles on compte 68,4 % d'actifs (56,3 % ayant un emploi et 12,1 % de chômeurs) et 31,6 % d'inactifs,. En 2021, le taux de chômage communal (au sens du recensement) des 15-64 ans est supérieur à celui du département et supérieur à celui de la France métropolitaine.
La commune fait partie de la couronne de l'aire d'attraction de Lille, du fait qu'au moins 15 % des actifs travaillent dans le pôle,. Elle compte 3 418 emplois en 2021, contre 3 606 en 2015 et 3 581 en 2010. Le nombre d'actifs ayant un emploi résidant dans la commune est de 2 784, soit un indicateur de concentration d'emploi de 122,8 et un taux d'activité parmi les 15 ans ou plus de 52,7 %.
Sur ces 2 784 actifs de 15 ans ou plus ayant un emploi, 459 travaillent dans la commune, soit 17 % des habitants. Pour se rendre au travail, 81,4 % des habitants utilisent une voiture, un camion ou une fourgonnette, 10,6 % les transports en commun, 5,6 % s'y rendent en deux-roues, à vélo ou à pied et 2,5 % n'ont pas besoin de transport (travail au domicile).

### Entreprises et commerces

#### Activités hors agriculture
378 établissements marchands non agricoles sont économiquement actifs en 2022 à Libercourt,,.
| Secteur d'activité                                                                                        | Commune | Commune | Département |
| Secteur d'activité                                                                                        | Nombre  | %       | %           |
| --- | ------- | ------- | ----------- |
| Ensemble                                                                                                  | 378     | 100 %   | (100 %)     |
| Industrie manufacturière, industries extractives et autres                                                | 31      | 8,2 %   | (5,3 %)     |
| Construction                                                                                              | 35      | 9,3 %   | (11,7 %)    |
| Commerce de gros et de détail, transports, hébergement et restauration                                    | 132     | 34,9 %  | (22,5 %)    |
| Information et communication                                                                              | 12      | 3,2 %   | (3,6 %)     |
| Activités financières et d'assurance                                                                      | 13      | 3,4 %   | (5,3 %)     |
| Activités immobilières                                                                                    | 15      | 4,0 %   | (5,7 %)     |
| Activités spécialisées, scientifiques et techniques et activités de services administratifs et de soutien | 46      | 12,2 %  | (20,2 %)    |
| Administration publique, enseignement, santé humaine et action sociale                                    | 60      | 15,9 %  | (15,8 %)    |
| Autres activités de services                                                                              | 34      | 9,0 %   | (9,9 %)     |

Le secteur du commerce de gros et de détail, transports, hébergement et restauration est prépondérant sur la commune puisqu'il représente 34,9 % du nombre total d'établissements de la commune (132 sur les 378 entreprises implantées à Libercourt), et supérieur à celui du département (22,5 %). Par ailleurs, le secteur des activités spécialisées, scientifiques et techniques et activités de services administratifs et de soutien avec 12,2 % du nombre total d'établissements de la commune est inférieur à celui du département (20,2 %).
- Plateforme DELTA 3
- Écopôle Gare
- Zone Industrielle des portes du Nord
- Zone Industrielle les Botiaux
- Zone Industrielle Parc à Stock
- Parc d'activités de la Faisandière.

- Zone commerciale des Botiaux.
- Zone commerciale à côté de Simastock.

#### Agriculture
La commune est dans l'« Artois », une petite région agricole dans le département du Pas-de-Calais. En 2020, l'orientation technico-économique de l'agriculture  sur la commune est la culture de fleurs et/ou horticulture diverse. 
|               | 1988 | 2000 | 2010 | 2020 |
| ------------- | ---- | ---- | ---- | ---- |
| Exploitations | 2    | 0    | 1    | 1    |
| SAU (ha)      | 1    | 0    | 0    | 0    |

Le nombre d'exploitations agricoles en activité et ayant leur siège dans la commune est très faible, 2 lors du recensement agricole de 1988  à 0 en 2000 puis à 1 en 2010 et enfin à 1 en 2020, soit une baisse de 50 %. La surface agricole utilisée sur la commune a également diminué, passant de 1 ha en 1988 à 0 ha en 2020,.

## Culture locale et patrimoine

### Lieux et monuments

#### Patrimoine mondial de l'UNESCO
Depuis le 30 juin 2012, la valeur universelle et historique du bassin minier Nord-Pas de Calais est reconnue et inscrite sur la liste du patrimoine mondial de l’UNESCO, au titre de « Paysage culturel » et « œuvre conjuguée de l’homme et de la nature ». Parmi les 353 sites répartis sur 109 lieux inclus dans le périmètre du bassin minier, le site no 38 de Libercourt en compte six, :
- L'église Saint-Henri
- Le terril 115 dit « terril du téléphérique » et 115 a
- L'école Jean-Jaurès
- La cité de la faisanderie
- La cité 1940 / cité du verger
- La cité de la forêt

Afin de matérialiser ces lieux dans le paysage, une signalétique « Bassin minier Patrimoine mondial » est installée à l'entrée de la ville.

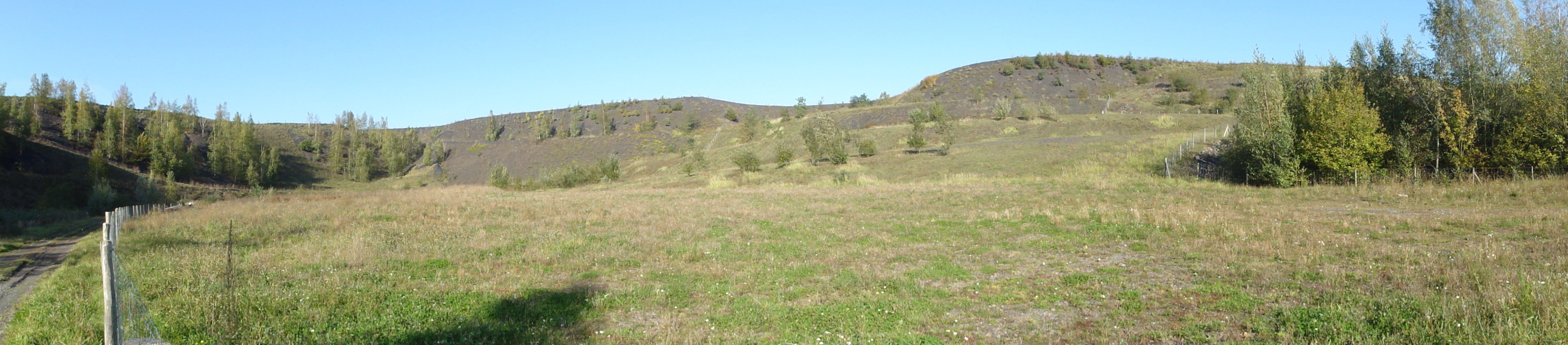
Le terril no 115.
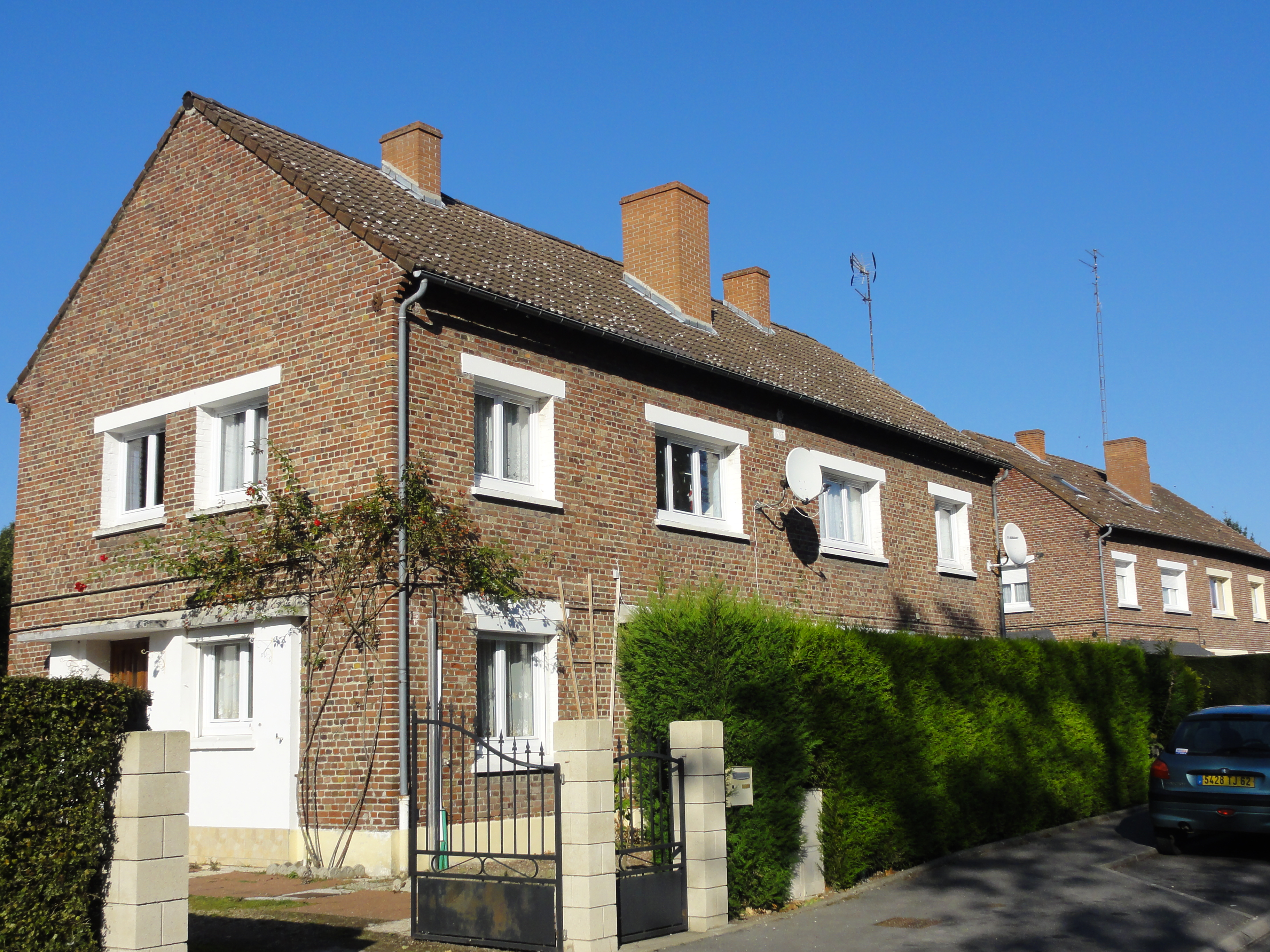
La cité de la Faisanderie.
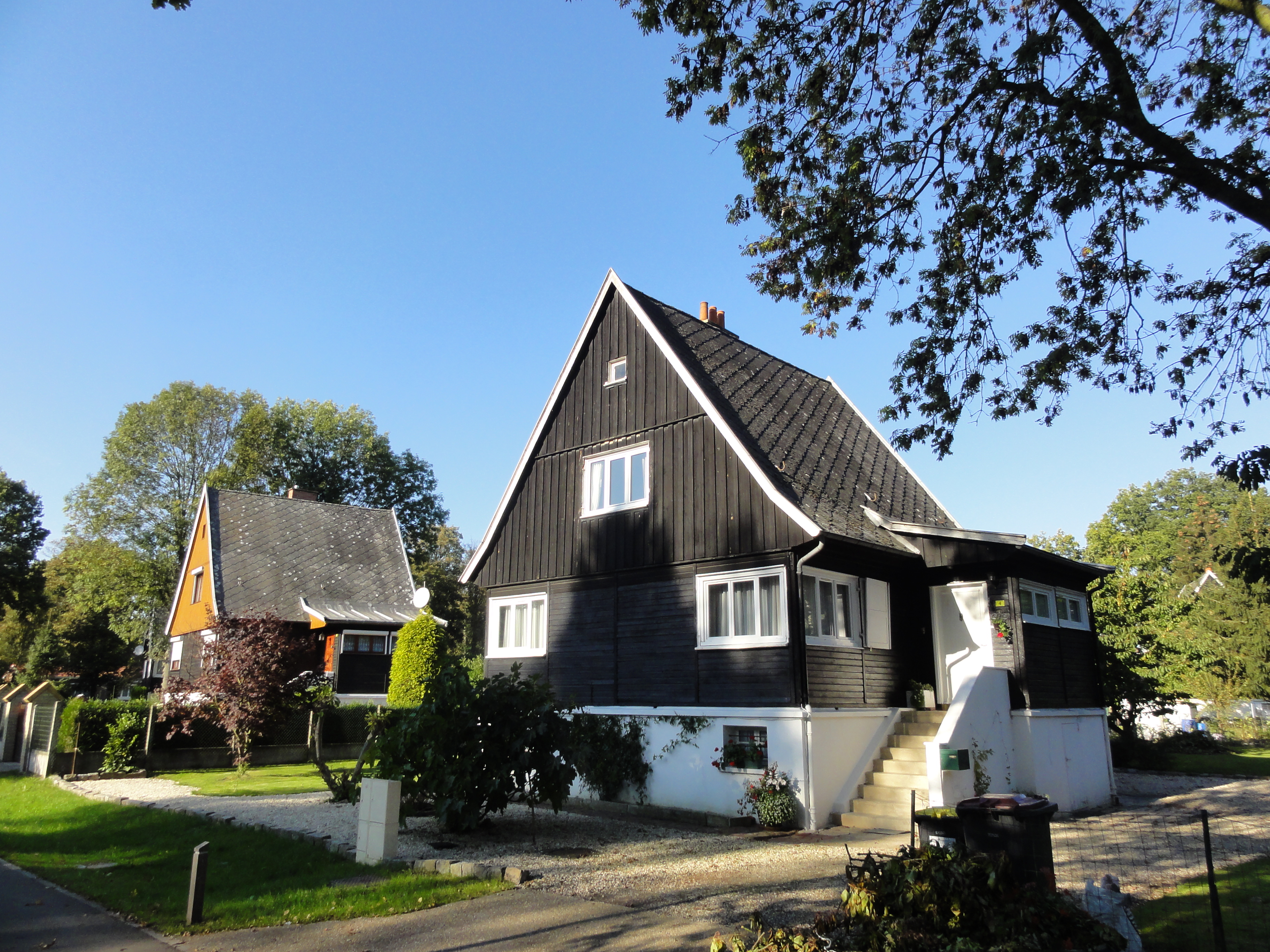
La cité de la Forêt.
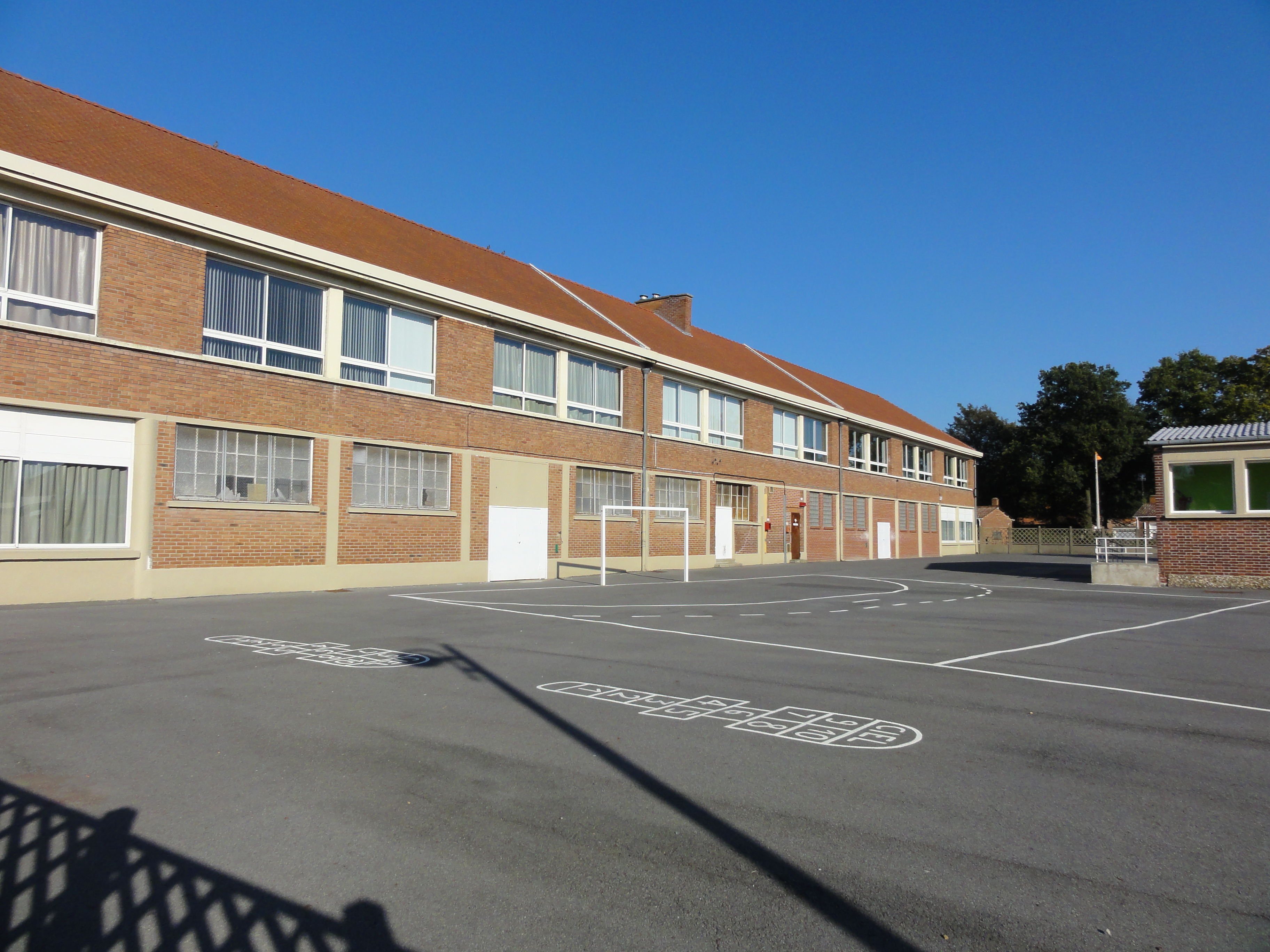
L'école.
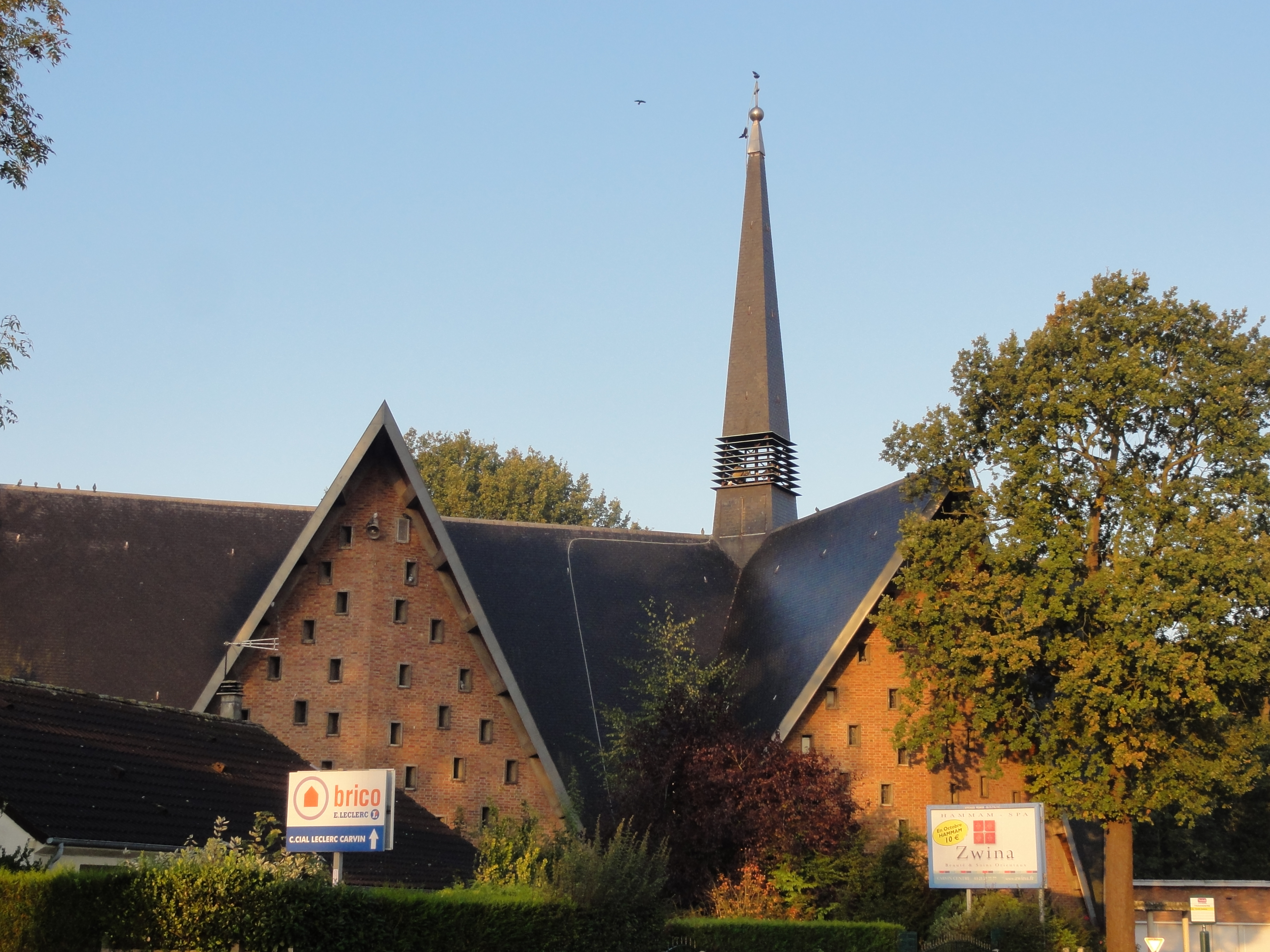
L'église.
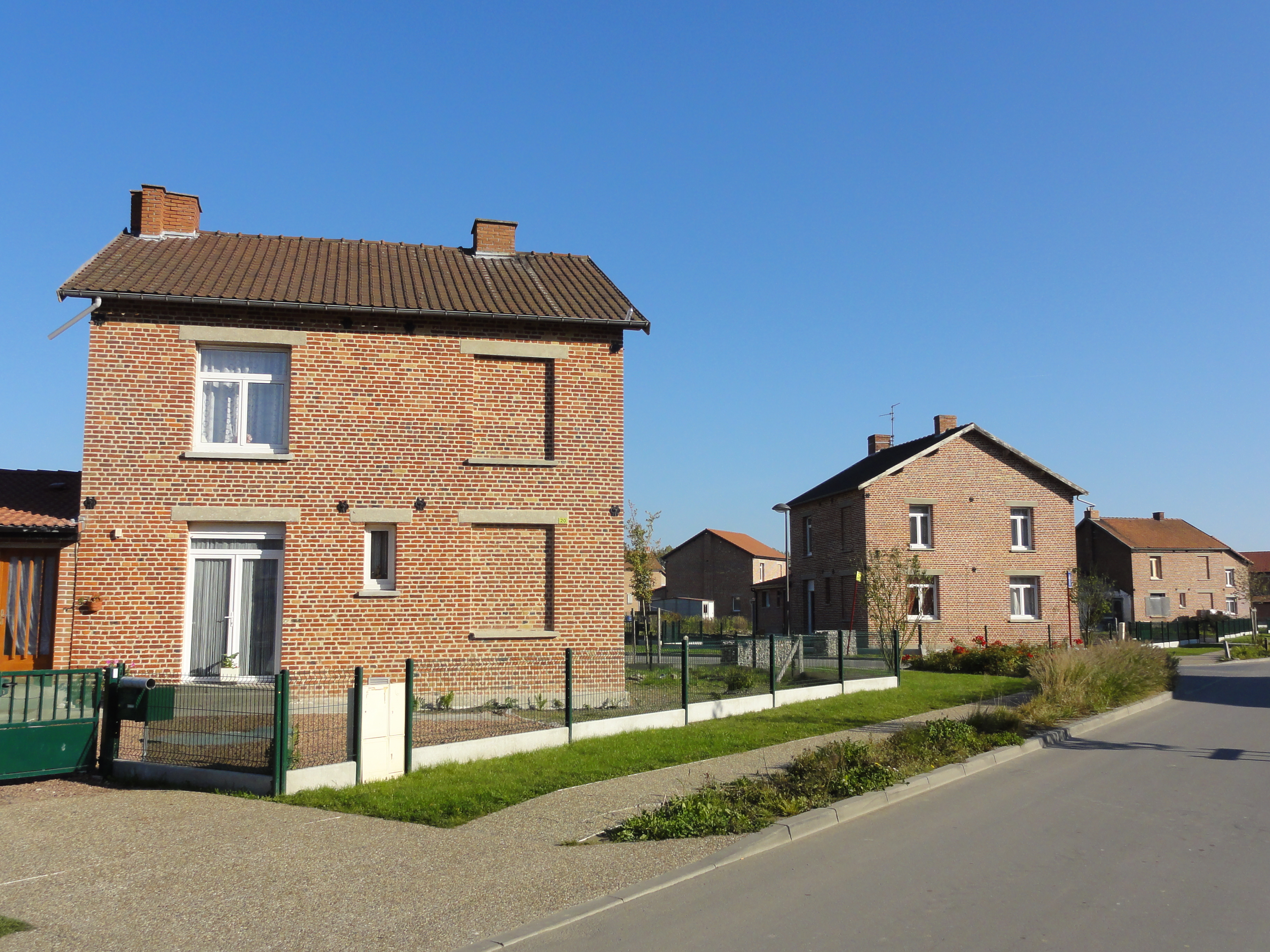
La cité 1940.

#### Monument historique
- La mine-image, de la fosse no 2 de Oignies, en totalité, avec l'ensemble de ses galeries souterraines et extérieures et avec ses dispositifs techniques servant à la formation des mineurs, située sous le terril 115 A et aux abords, avec entrée par la rue Émile-Zola à Oignies, fait l’objet d’une inscription au titre des monuments historiques depuis le 25 novembre 2009[86].

#### Autres lieux et monuments
- Les deux monuments aux morts[87].
- Le cimetière militaire.
- Le monument commémoratif des colombophiles.
- Le carré de corps restitués tous conflits[88].
- La stèle en mémoire du Général de Gaulle.
- L'église Notre-Dame de Libercourt, qui, depuis 2019, est devenue officiellement une étape de pèlerinage vers Saint-Jacques de Compostelle[89]. L'église s'est vue dotée de deux nouvelles plaques en marbre dont une qui représente la coquille saint Jacques[90],[91]. En 2021, l'église Notre-Dame de Libercourt rejoint les « églises ouvertes et accueillantes »[92]. Les services techniques de la commune ont procédé à l'installation d'un visuel matérialisant l’intégration de l’église à cette opération.

### Patrimoine culturel

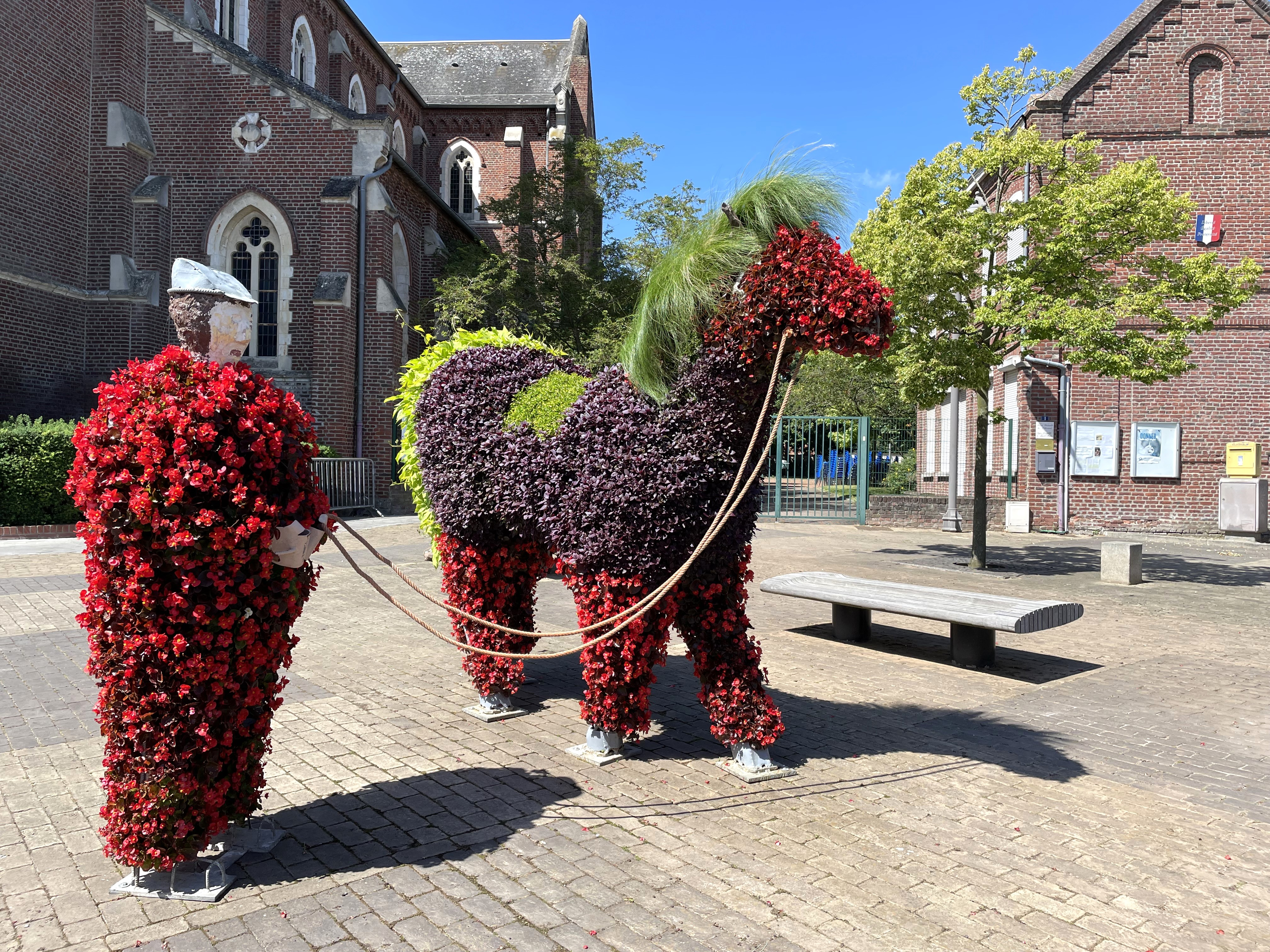
Structures fleuries devant l'église Notre Dame. Libercourt s'engage chaque année dans le "concours des villes et villages fleuris" et a atteint un niveau élevé de 3 fleurs.

- L'école de musique municipale "La Concorde"
- Bibliothèque Raymond-Devos
- La « Maison du nain de jardin », un mini-musée comprenant l'une des plus grandes collections de France de nains de jardin. Ce lieu a pris place à l'intérieur de l’ancien centre de loisirs Saint-Joseph longtemps dirigé par Sœur Paule.
- Le Métaphone, salle de spectacle conçue et imaginée par l'agence Hérault Arnod Architectes accompagnée de Louis Dandrel, musicien et designer sonore de l'IRCAM pour les façades musicales et de Ducks scéno pour la scénographie de la salle[93], elle est inaugurée le 28 juin 2013 sur le site de la fosse no 9 - 9 bis des mines de Dourges à Oignies, dans le Pas-de-Calais, en France. Avec le Louvre-Lens, et fait partie des projets phares de la reconversion du bassin minier du Nord-Pas-de-Calais
. Le bâtiment qui compte 500 places assises a pour particularité d'être en lui-même un instrument de musique géant, les murs étant capables de produire des sons

- L'ESCALE et la salle Claude-Meurant (Concerts, théâtre, spectacle)
- Le Tilbury (Scène musicale)
- Une médiathèque

La ville possède son propre géant, construit en 2013 par les enfants du CAJ et différents artistes de la région.

### Personnalités liées à la commune
- Léon Glovacki (1928-2009), ancien joueur français de football né à Libercourt
- Guillaume Bieganski (1932-2016), ancien joueur français de football né à Libercourt
- Bernard Placzek, ancien joueur français de football né à Libercourt en 1936
- Alexandre Stassievitch, footballeur français ayant notamment joué les Jeux olympiques d'été de 1976, né à Libercourt
- Pierre Carpentier (1912-1943), prêtre résistant déporté et décapité à Dortmund en Allemagne. Il est décoré à titre posthume chevalier de la Légion d'Honneur, croix de Guerre avec palme et médaille de la Résistance.

### Libercourt dans les arts et la culture
- Un rideau d'arbres de l'écrivain Olivier de Solminihac, illustré par le photographe Richard Baron (2012, La Madeleine, éditions Light Motiv, 144 pages,  (ISBN 9782953790825)) évoque la vie à Libercourt.
- Un figuier au pied du terril de Nadia Bouferkas, Naim Haddad et Mehmet Arikan est un documentaire regroupant des témoignages qui évoquent la vie à Libercourt.
- Maisons de Mineur du photographe Michel Marcq.
- Le Magazine du Mineur de l'ORTF est un documentaire qui présente la chorale des petits chanteurs d'Artois à Libercourt en 1966.

### Héraldique
| Blason de Libercourt | Blason  | Parti d’azur aux sept besants d’or ordonnés au chef du même, mi parti d’or à l’aigle bicéphale de sable. |
| Blason de Libercourt | Détails | Erigée en commune en 1947, Libercourt ne formait pas, sous l'Ancien Régime, une communauté d'habitants distincte. Elle dépendait comme Carvin de la principauté d'Epinoy. La ville de Carvin a adopté les armoiries de la maison de Melun, qui a possédé la seigneurie d'Epinoy de 1327 à 1724, soit " d'azur à sept besants d'or posés trois, trois et un, et au chef d'or. Lors de l'échange territorial de 1959[réf. nécessaire] avec la ville d'Oignies, Libercourt a regroupé les deux parties du hameau de Garguetelles : l'une appartenait à la principauté d'Epinoy, l'autre était terre d'Empire aux armes " d'or et d'argent à l'aigle déployé ". Le directeur des archives départementales a donc proposé et fait adopter un blason séparé dans le sens vertical comprenant à gauche les armes de Melun et à droite les armes impériales. L'écu est surmonté d'une couronne murale à trois tours, attribut des armes communales. Les armoiries de la ville ont été adoptées après consultation des archives départementales par le Conseil Municipal. |

## Pour approfondir

#### Bases de données, dictionnaires et encyclopédies
- Ressources relatives à la géographie :   - Insee (communes)
  - Ldh/EHESS/Cassini
- Ressource relative à plusieurs domaines :   - Annuaire du service public français
- Notices d'autorité :   - VIAF
  - BnF (données)
  - LCCN
  - Israël